# Caleta Sanavirón
Die Caleta Sanavirón (spanisch) ist eine Bucht im Süden der Barry-Insel in der Gruppe der Debenham-Inseln vor der Fallières-Küste des Grahamlands auf der Antarktischen Halbinsel. 
Argentinische Wissenschaftler benannten sie nach dem Schlepper Sanavirón, der zwischen 1948 und 1957 für argentinische Antarktisexpeditionen im Einsatz war.